# Andrea Betzner
Andrea Betzner (10 juli 1966) is een tennisspeelster uit Duitsland.
In 1985 speelde Betzner 4 partijen voor Duitsland op de Fed Cup.
Na haar tenniscarrière studeerde Betzner medicijnen aan de Eberhard-Karls-Universiteit. Ook schreef zij een boek over tennis: Unterschiede der Treffstabilität im Tennis.